# 金堂県
金堂県（きんどう-けん）は中華人民共和国四川省に位置する省直轄の県であり、しばらくの間、成都市の代理管轄下に置かれている。

## 行政区画
6街道、10鎮を管轄する。
- 街道:趙鎮街道、官倉街道、棲賢街道、高板街道、白果街道、淮口街道
- 鎮:五鳳鎮、三渓鎮、福興鎮、金竜鎮、趙家鎮、竹篙鎮、転竜鎮、土橋鎮、雲合鎮、又新鎮

## 関連項目

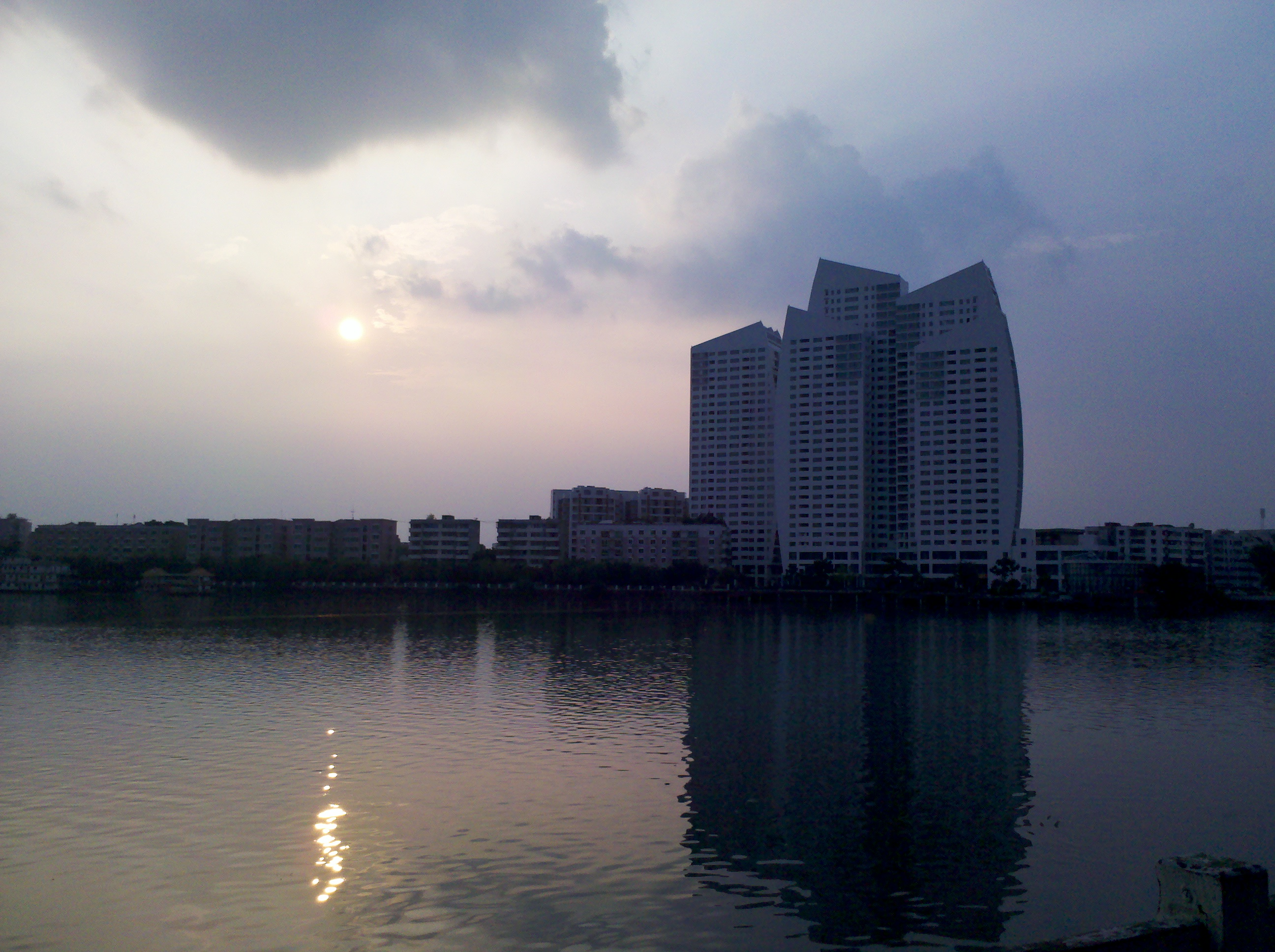
青白江と毗河の合流点付近の夕景

## 観光地
- 五鳳古鎮
- 三江水城